# جوش مارشال
جوش مارشال (بالإنجليزية: Josh Marshall)‏ هو صحفي أمريكي، ولد في 15 فبراير 1969 في سانت لويس في الولايات المتحدة.

## وصلات خارجية
- جوش مارشال على موقع إن إن دي بي (الإنجليزية)